# 罗森塔尔 (黑森州)
罗森塔尔是德国黑森州的一个市镇。总面积51.54平方公里，总人口2168人，其中男性1127人，女性1041人（2011年12月31日），人口密度42人/平方公里。